# Charles Guillaume Vial
Pour les articles homonymes, voir Vial.
Charles Guillaume Vial, chevalier d’Alais, né le 12 février 1749 à Paray-le-Monial (Saône-et-Loire), mort le 19 février 1819 à Paray-le-Monial (Saône-et-Loire), est un général de brigade de la Révolution française.

## États de service
Il entre en service en 1766, et le 17 mai 1768, il passe dans les mousquetaires. Le 29 mai 1778, il est nommé capitaine à la suite au régiment de Picardie infanterie, puis le 1er novembre 1778, capitaine commandant la 1re compagnie des volontaires étrangers de la marine. Le 1er avril 1780, il devient capitaine de la 1re compagnie des volontaires de Lauzun, et il est fait chevalier de Saint-Louis en 1781.
Le 16 mai 1782, il est nommé commandant en second de Démérary, en Guyane hollandaise, avec rang de major. Il se distingue sous le comte Kersaint, lors de la conquête de cette colonie ainsi qu’à celle de Essequibo et de Berbice. Le 6 juillet 1784, il devient major sur l’île Bourbon, puis le 25 juin 1785, major du nouveau bataillon de Cayenne.
Le 22 octobre 1788, il est nommé gouverneur par intérim de la Guyane française, poste qu’il occupe jusqu’au 19 juin 1789. Il reçoit son brevet de colonel le 4 mars 1791, et le 14 du même mois il est chargé par intérim du gouvernement de la Guyane, et du commandement du 4e régiment d’infanterie. Il est promu général de brigade le 7 mars 1792, et le 13 mai suivant, il est nommé gouverneur de la Guyane. Renvoyé en France le 13 mai 1793, le navire sur lequel il se trouve fait naufrage, et il est conduit prisonnier en Angleterre. 
Libéré sur parole, il est de retour en France le 4 octobre 1794, et il est admis à la retraite le 7 février 1799.
Il meurt le 19 février 1819, à Paray-le-Monial.

## Sources
- (en) « Generals Who Served in the French Army during the Period 1789 - 1814: Eberle to Exelmans »
- Pierre Jullien de Courcelles, Dictionnaire historique et biographique des généraux français : depuis le onzième siècle jusqu'en 1822, Tome 9, l’Auteur, 1823, 564 p. (lire en ligne), p. 428.
- (pl) « Napoléon.org.pl »